# John Viener
John D. Viener (New York, 10 luglio 1972) è un attore statunitense.
Ha iniziato la sua carriera nel 2000 ed è principalmente noto per aver interpretato Alix in Ted con Mark Wahlberg.

## Filmografia parziale
- Modern Family - serie TV, 1 episodio (2012)
- Ted (2012)